# PAC CT/4 Airtrainer
Le CT/4 Airtrainer est un avion biplace monomoteur de construction métallique à train tricycle fixe néo-zélandais. Destiné à la formation ab-initio des pilotes militaire, ce dérivé du Victa Aircruiser a été construit par trois entreprises successives, AESL, NZAI et PAC. Un total de 155 sont construits entre 1972 et 2008[réf. nécessaire].

## AESL CT/4 Airtrainer

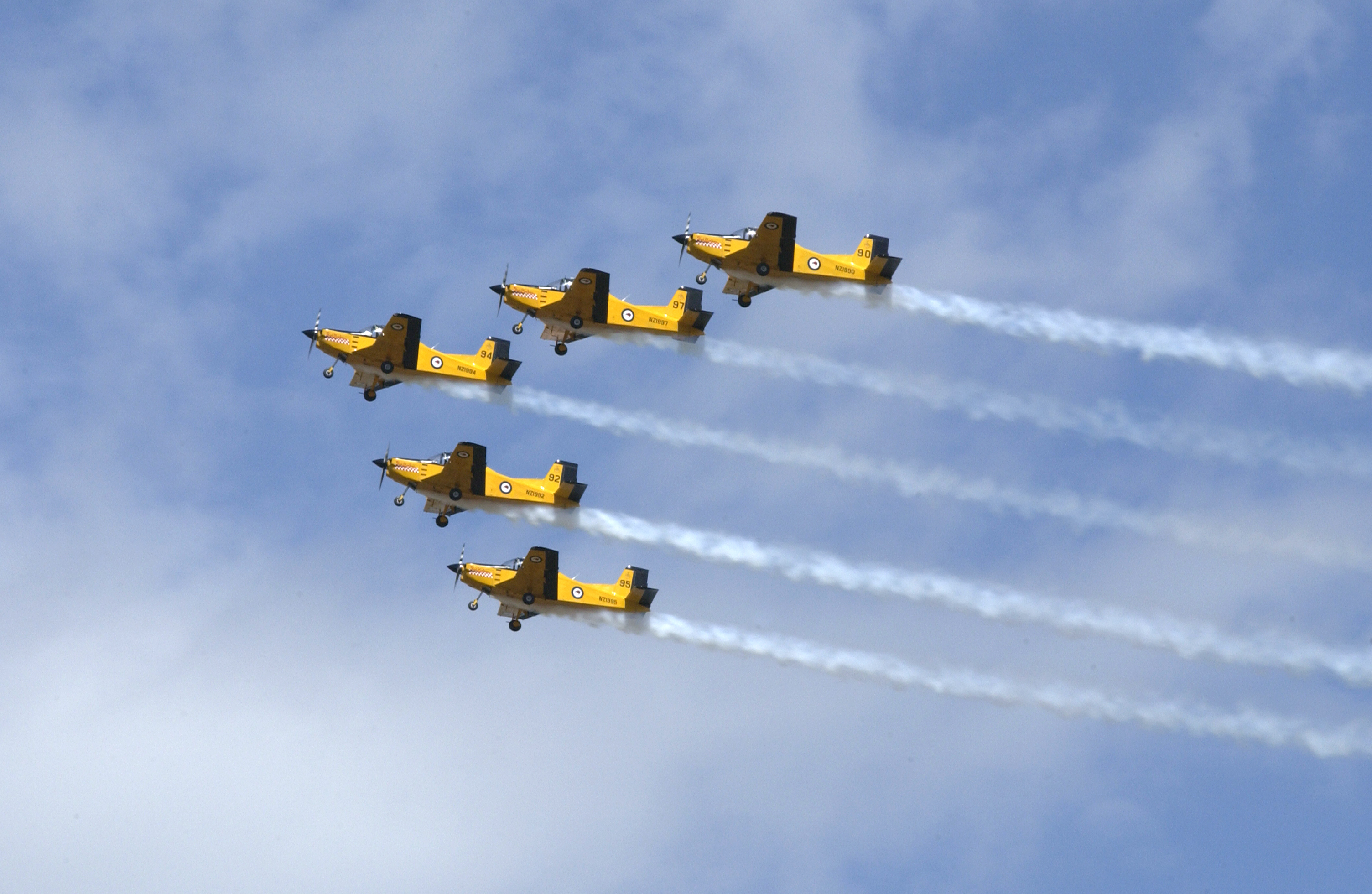
Patrouille acrobatique Red Checkers de la force aérienne royale néo-zélandaise en 2007. Elle est dissoute en janvier 2015 avec le retrait des CT/4 en décembre 2014.

En 1966. la firme australienne Victa abandonna les productions d’avions légers et la société néo-zélandaise Aero Engine Services Ltd, simultanément au rachat des droits sur le Victa Airtourer, posa une option sur le quadriplace Aircruiser. Le prototype du Victa Aircruiser fut finalement livré à Hamilton en décembre 1969. Cet appareil ne fut pas produit en série en Nouvelle-Zélande, mais servit de base à Pat Monk pour développement d’un avion d'entraînement militaire. La structure était modifiée pour permettre de passer la voltige avec un facteur de charge de +6G à -3G, le cockpit réaménagé pour un élève et un instructeur côte à côte (Un troisième siège optionnel était prévu à l’arrière), et la verrière éjectable s’articulait à l’arrière.
Le premier prototype [ZK-DGY] prit l’air le 23 février 1972 avec un moteur Continental IO-360-H de 210 ch. Présenté au Salon du Bourget en 1975, cet appareil fut suivi d’un second prototype, curieusement équipé en simple commande. Ce furent les deux seuls Airtrainer construits par AESL, qui fusionna fin 1972 avec Air Parts NZ pour former New Zealand Aerospace Industries Ltd (NZAI), puis Pacific Aeropspace Corporation en 1982.

## NZAI CT/4 Airtrainer
- NZAI CT/4A Airtrainer : Première version de série, dont les premiers exemplaires furent livrés en octobre 1973 à la Royal Thai Air Force, client de lancement de l’appareil avec une commande de 24 appareils. 78 exemplaires furent construits, dont 37 pour la l’Australie.

- NZAI CT/4B Airtrainer : Le 62e CT/4 fut modifié avec un moteur IO-360-HB à alimentation en huile inversée et une nouvelle instrumentation. Il fut retenu par la RNZAF (19 appareils), les premiers appareils étant livrés en 1976. 38 CT/4B ont été construits, dont 12 pour une école civile australienne.

## PAC CT/4 Airtrainer
- PAC CT/4C Airtrainer : En 1991, alors que la production de l’Airtrainer avait cessé, PAC tenta de répondre au programme EFS de l’USAF avec une version turbopropulsée de son monomoteur. Un CT/4B [NZ1940] fut donc loué à la RNZAF [NZ1940] et remotorisé avec une turbine à hélice Allison 250-B17D de 350 ch. Le prototype [ZK-FXM] effectua son premier vol le 21 janvier 1991, mais la proposition néo-zélandaise ne fut pas retenue et l’appareil finalement remis au standard CT/4B avant restitution à la RNZAF.
- PAC CT/4D Airtrainer : Projet d’une version à train escamotable qui ne vit jamais le jour.
- PAC CT/4E Airtrainer : Toujours dans le cadre du programme EFS de l’USAF, PAC racheta à la RAAF un CT/4A [A19-67] qui fit l'objet d'un important chantier de modifications : allongement du fuselage de 10 cm, installation d’un moteur Textron-Lycoming AEIO-540-L1B5 de 300 ch entraînant une tripale à pas variable, position reculée de la voilure pour compenser le changement du centre de gravité. Ainsi modifié l’appareil prit l’air le 14 décembre 1991 [ZK-PAC]. En 1998 ce modèle fut retenu par la RNZAF qui a reçu ses premiers appareils en août. 37 CT4/E avaient été livrés fin juin 2005.
- PAC CT/4F Airtrainer : Développé en collaboration avec Raytheon Australia un démonstrateur a pris l’air en mai 2007. Il s’agit d’un CT4/E avec une avionique similaire à celle du Hawker Beechcraft T-6B.

## Utilisateurs
- Australie : Pour succéder au CAC Winjeel la RAAF passa commande de 37 CT/4A [A19-027/063], dont les premiers exemplaires furent livrés en vol en janvier 1975. Ces appareils avaient une livrée vert et jaune qui leur valut le surnom de Plastic Parrot (Perroquet en plastique) bien que construits en métal. Suivirent en 1981/82 les 14 CT/4B commandés à la Rhodésie et mis au standard CT/4A (A19-064/077). La RAAF ayant décidé de sous-traiter la formation de début de ses futurs pilotes, ces avions furent retirés en 1992 et revendus.

British Aerospace Flight Training Ltd, école civile implantée à Tamworth, Nouvelle-Galles du Sud, opérant en association avec la compagnie aérienne Ansett, a commandé 12 CT/4B. Ayant obtenu le contrat de formation initiale et de sélection des pilotes de la RAAF, British Aerospace Flight Training Ltd a racheté 14 CT/4B retirés par la RNZAF en 1998/1999 et les a fait reconditionner par PAC. Le 1er juin 2000 elle disposait donc de 26 Airtrainer.
- Hong Kong : 3 CT/4A ont été livrés à la Royal Hong Kong Auxiliary Air Force.
- Israël : 1 CT/4E vendu à un pilote privé.
- Nouvelle-Zélande : 13 CT/4B [NZ1930/1942] furent commandés en juillet 1975 et livrés en 1976 à la RNZAF pour remplacer les North American T-6 Texan. 6 exemplaires supplémentaires [NZ1943/1948] furent livrés en 1978. Ils ont été utilisés conjointement par le Pilot Training Squadron (PTS) pour la formation ab-initio et la Central Flying School (CFS) pour la formation d’instructeurs. À partir de 1980 ils ont aussi équipé la patrouille de voltige des ‘Red Checkers’ formée par les pilotes de la CFS. En 1995 ces deux unités sont passées de Wigram à Ohakea et la livrée gris et rouge d’origine a été remplacée par une nouvelle décoration noir et jaune plus visible. Aux termes d’un contrat signé le 13 août 1998 PAC a loué 13 CT/4E [NZ1985/1997] à la RNZAF pour remplacer les CT/4B, la livraison des nouveaux appareils s’étant échelonné entre le 28 août 1998 et fin août 1999. Une location sur 20 ans, assortie de la reprise des anciens appareils par PAC. Ils sont retirés du service le 4 décembre 2014 et revendus dans le civil[1]
- Rhodésie : 14 CT/4B (c/n 064/077) furent commandés et assemblés, mais placés sous embargo pour des raisons politiques et stockés 6 ans à Hamilton. Ils furent finalement modifiés au standard CT/4A et livrés à la RAAF en 1981/82.
- Singapour : 2 CT/4E exemplaires pour la Defence Science & Technology Agency, quelques appareils pour le Singapore Youth Flying Club.
- Thaïlande : La RTAF commanda 24 CT/4A (dont un pour la Thai Border Police), dont les premiers exemplaires furent livrés en octobre 1973 à la Flying Training School de Kampaong Son. Furent ensuite commandés 6 CT/4B en 1992. Ils ont été remplacés à partir de mars 2004 par 16 CT/4E, les CT/4A et /4B étant alors transférés au 604 Sqdn de Don Muang.

## Accidents et incidents
- Rumai, 14 janvier 2010: Le CT-4E numéro 205 immatriculé NZ1990 de l'armée de l'air néo-zélandaise s'écrase alors que son pilote effectuait une acrobatie. Il perdit le contrôle de l'appareil et s'écrasa, il fut tué.
- Ohakea, 1er mars 2010: Un CT-4E des Red Checkers de l'armée de l'air néo-zélandaise en percute un autre en l'air. Les 2 appareils purent atterrir sans encombre.
- Tambon Donchedi, 17 juin 2010: Le CT-4E immatriculé F16k-9/43/RR de la force aérienne royale thaïlandaise s'écrase dans un champ après une panne moteur. Aucune victime.
- Amphoe Kamphaeng Saen, 29 avril 2023: Un CT-4E de la force aérienne royale thaïlandaise s'écrase sur la base aérienne de Kamphaeng Saen. L'instructeur est tué et le pilote en formation gravement blessé[2].